# Metodio III di Costantinopoli
Metodio III, noto anche con lo pseudonimo di Moronis (o Maronis, in greco Μεθόδιος Γ' ο Μορώνης/Μαρώνης?; Creta, ... – Venezia, 1679), è stato un arcivescovo ortodosso greco patriarca ecumenico di Costantinopoli dal 1668 al 1671.

## Biografia
Nativo di Creta, prestò servizio nella chiesa della Theotokos di Chrysopigi a Galata. Nel 1646 fu eletto metropolita di Eraclea e il 5 gennaio 1668 patriarca ecumenico di Costantinopoli, succedendo a Clemente. 
Durante il suo regno trovò l'ostilità del deposto patriarca Partenio che lo costrinse a dimettersi nel marzo del 1671, diventare monaco nel monastero di Nea Moni prendendo residenza nel monastero delle Strofades sull'isola greca di Zante. Nel 1677 andò a Venezia e divenne commissario nella chiesa ortodossa di San Giorgio e si occupò della comunità veneziana di lingua greca, fino al 1679 quando morì.